# Regierung Buhl I
Die Regierung Buhl I (dän. regeringen Buhl I) unter Ministerpräsident Vilhelm Buhl war vom 4. Mai 1942 bis zum 9. November 1942 die dänische Regierung. Sie wurde auf Druck der deutschen Besatzung aufgelöst. Es war die dritte Regierung unter deutscher Besatzung, wenn man vom letzten Tag der Regierung Stauning IV absieht.
Die Regierung war die 40. Regierung seit der Märzrevolution. Sämtliche Minister aus der vorangegangenen Regierung in ihrer letzten Besetzung behielten ihr Amt.

## Kabinettsliste
| Ressort                                                | Name               | Partei                      | Amtsperiode            |
| ------------------------------------------------------ | ------------------ | --------------------------- | ---------------------- |
| Ministerpräsident                                      | Vilhelm Buhl       | Socialdemokraterne          |                        |
| Äußeres                                                | Erik Scavenius     | parteilos                   |                        |
| Finanzen                                               | Vilhelm Buhl       | Socialdemokraterne          | bis zum 16. Juli 1942  |
| Finanzen                                               | Alsing Andersen    | Socialdemokraterne          | ab dem 16. Juli 1942   |
| Krieg und Marine (vereinigt als Verteidigungsminister) | Søren Brorsen      | Venstre                     |                        |
| Kirche                                                 | Vilhelm Fibiger    | Det Konservative Folkeparti |                        |
| Bildung                                                | Jørgen Jørgensen   | Det Radikale Venstre        |                        |
| Justiz                                                 | E. Thune Jacobsen  | parteilos                   | ab dem 9. Juli 1941    |
| Inneres                                                | Knud Kristensen    | Venstre                     |                        |
| öffentliche Arbeiten                                   | Gunnar Larsen      | parteilos                   |                        |
| Landwirtschaft und Fischerei                           | Kristen Bording    | Socialdemokraterne          |                        |
| Industrie, Handel und Seefahrt                         | Halfdan Hendriksen | Det Konservative Folkeparti | ab dem 3. Oktober 1940 |
| Soziales                                               | Johannes Kjærbøl   | Socialdemokraterne          |                        |

## Quelle
- Statsministeriet: Regeringen Buhl I